# Theodor Johannes Krüper
Theobald Johannes Krüper, aussi appelé Theodor  (1829-1921)
est un ornithologue et entomologiste prussien ayant principalement travaillé dans les Balkans. C'est un élève de l'Université Humboldt de Berlin et ami de Otto Staudinger.
La Sittelle de Krüper (Sitta krueperi) a été décrite en son honneur par August von Pelzeln, et le genre de mille-pattes Krueperia (sv) par Karl Wilhelm Verhoeff.